# Ventina
La Ventina è una pista sciistica del Matterhorn Ski Paradise. La pista (nº 7) si trova nell'area sciistica di Breuil-Cervinia. Le caratteristiche che la rendono ambita dagli sciatori sono la lunghezza (circa 8,5 km) e il dislivello (circa 1500 metri).

## Descrizione
La pista inizia infatti in vetta al Testa Grigia a 3480 m s.l.m., scende poi tra muri, piani e curve, sino ai 2006 m s.l.m. dell'abitato di Breuil-Cervinia. La pista offre, inoltre, panorami sul Cervino e sulle circostanti vette.
Il tracciato è servito direttamente da una catena di tre impianti di risalita: le cabinovie Breuil-Plan Maison, Plan Maison-Laghi Cime Bianche (che raggiunge un punto intermedio da cui si può percorrere la pista) e la grande funivia a campata unica da 125 posti Laghi Cime Bianche-Plateau Rosà. È anche possibile raggiungere l'inizio pista da Plan Maison utilizzando le tre seggiovie Plan Maison-Fornet-Bontadini, seguite, in territorio svizzero, dalla sciovia ad ancora Testa 1.
La parte alta della pista, trovandosi a quote elevate e su un ghiacciaio, è percorribile per buona parte dell'anno, solitamente da novembre a giugno; tuttavia la funivia che riporta al Plateau Rosà chiude per manutenzione dopo la prima decade di maggio e quindi non è possibile la risalita.
Nel 2014 viene collocata al terzo posto in una lista delle migliori cento piste da sci del mondo; l'elenco è stato stilato dalla CNN.